# Cairo (sistema operatiu)
Cairo va ser el nom en clau d'un projecte de Microsoft entre 1991 i 1996. La seva carta va ser construir tecnologies per a una nova generació de sistemes operatius que complís la visió de Bill Gates "d'informació al seu abast." Cairo no va arribar, encara que les porcions de les seves tecnologies han aparegut ja en altres productes.

## Visió general
Cairo va ser anunciat en el 1991 per Microsoft a la Professional Developers Conference per Jim Allchin.
Es va demostrar públicament (inclòs un sistema de demostració per a tots els assistents a utilitzar) el 1993 Cairo/Win95 PDC. Microsoft va canviar de postura sobre el Cairo diverses vegades, de vegades cridant un producte, altres vegades es refereix com una col·lecció de tecnologies.

## Característiques
Cairo utilitzava conceptes d'aplicacions distribuïdes per posar la informació de forma ràpida i sense problemes a través d'una xarxa mundial d'ordinadors.
La interfície d'usuari de Windows 95 es va basar en el treball de disseny inicial que es realitza a la interfície d'usuari del Cairo. El DCE/RPC va ser traslladat a Windows NT 3.1. La Indexació de contingut és ara una part d'Internet Information Services i Windows Desktop Search.
El component restant és la sistema d'arxiu d'objectes. Una vegada va ser planejat per a ser implementat en forma de WinFS com a part de Windows Vista però el desenvolupament va ser cancel·lat al juny de 2006, amb algunes de les seves tecnologies es van fusionar en altres productes de Microsoft, com Microsoft SQL Server 2008, també coneguda sota el nom en clau "Katmai". Posteriorment es va confirmar en una entrevista amb Bill Gates que Microsoft planejava migrar aplicacions com Windows Media Player, Windows Photo Gallery, Microsoft Office Outlook, etc. per utilitzar WinFS com l'emmagatzematge de dades back-end.